# Epigrafía

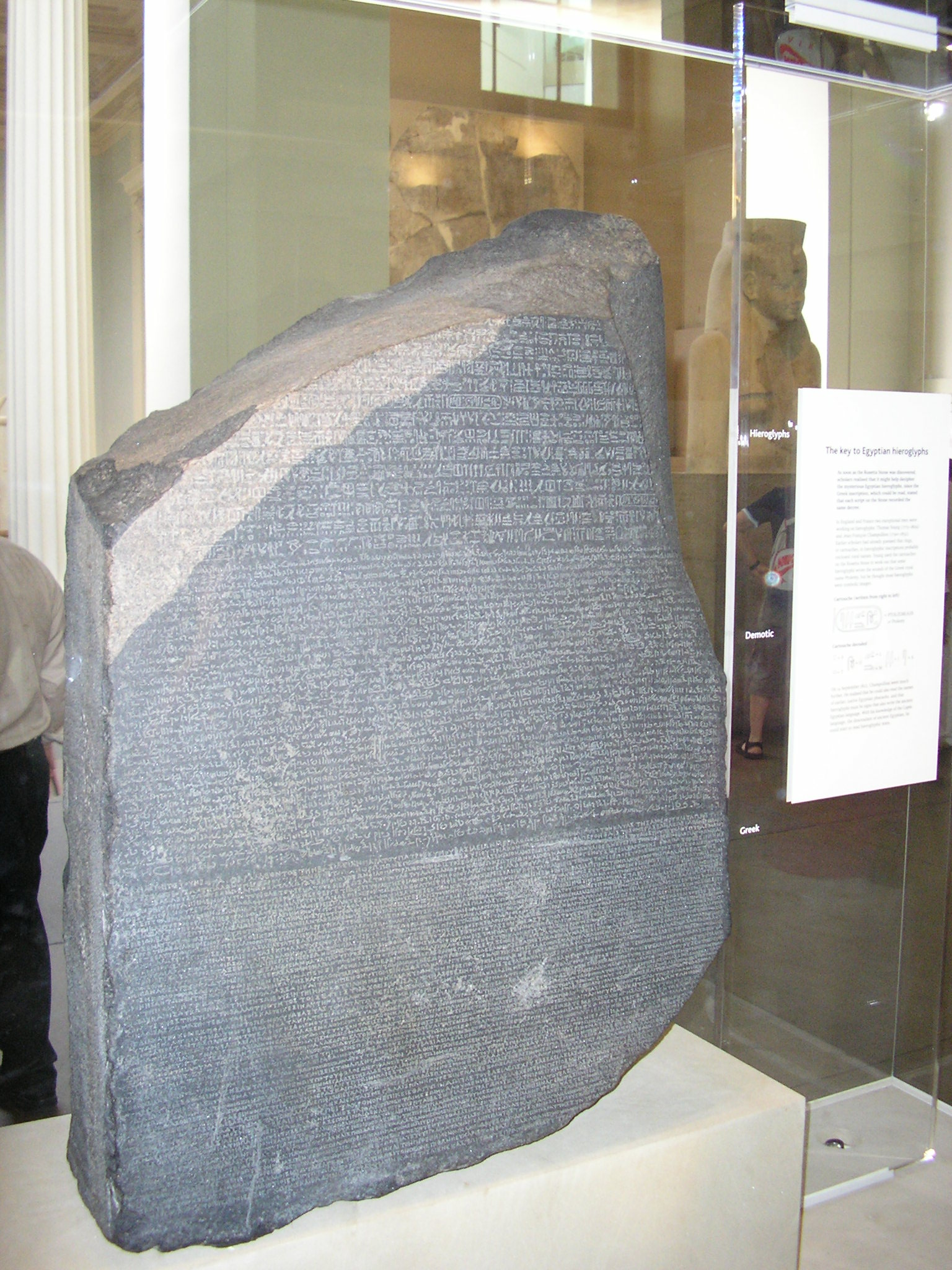
La piedra de Rosetta en el Museo Británico

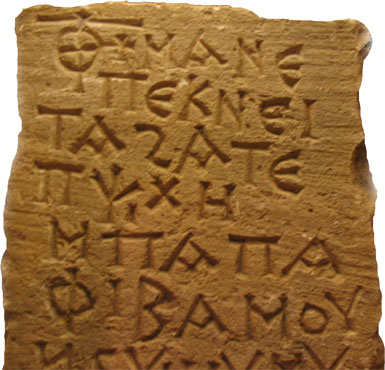
Inscripción copta de alrededor del siglo d. C.

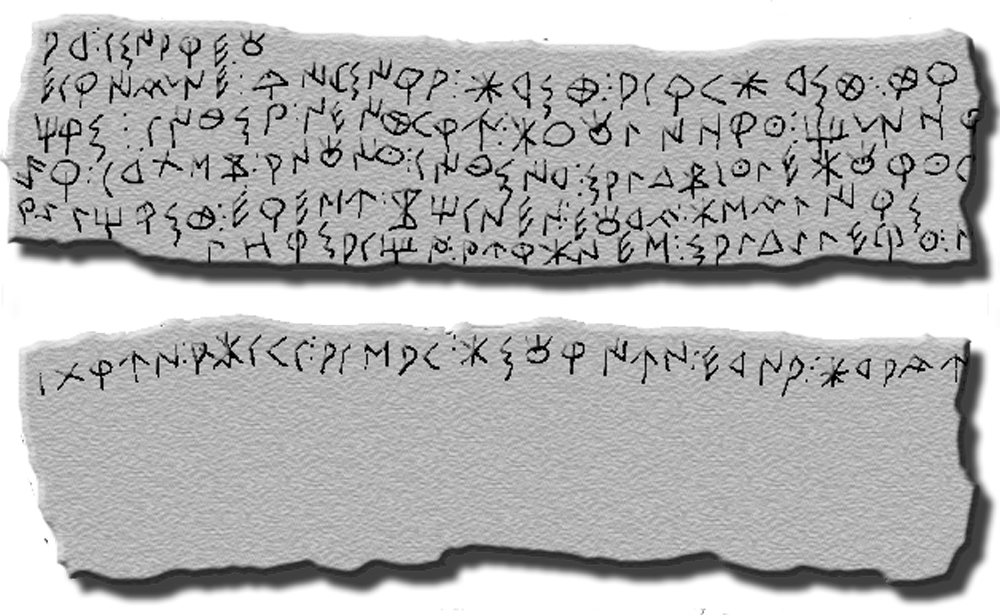
Plomo de Ullastret (s. a. C.)

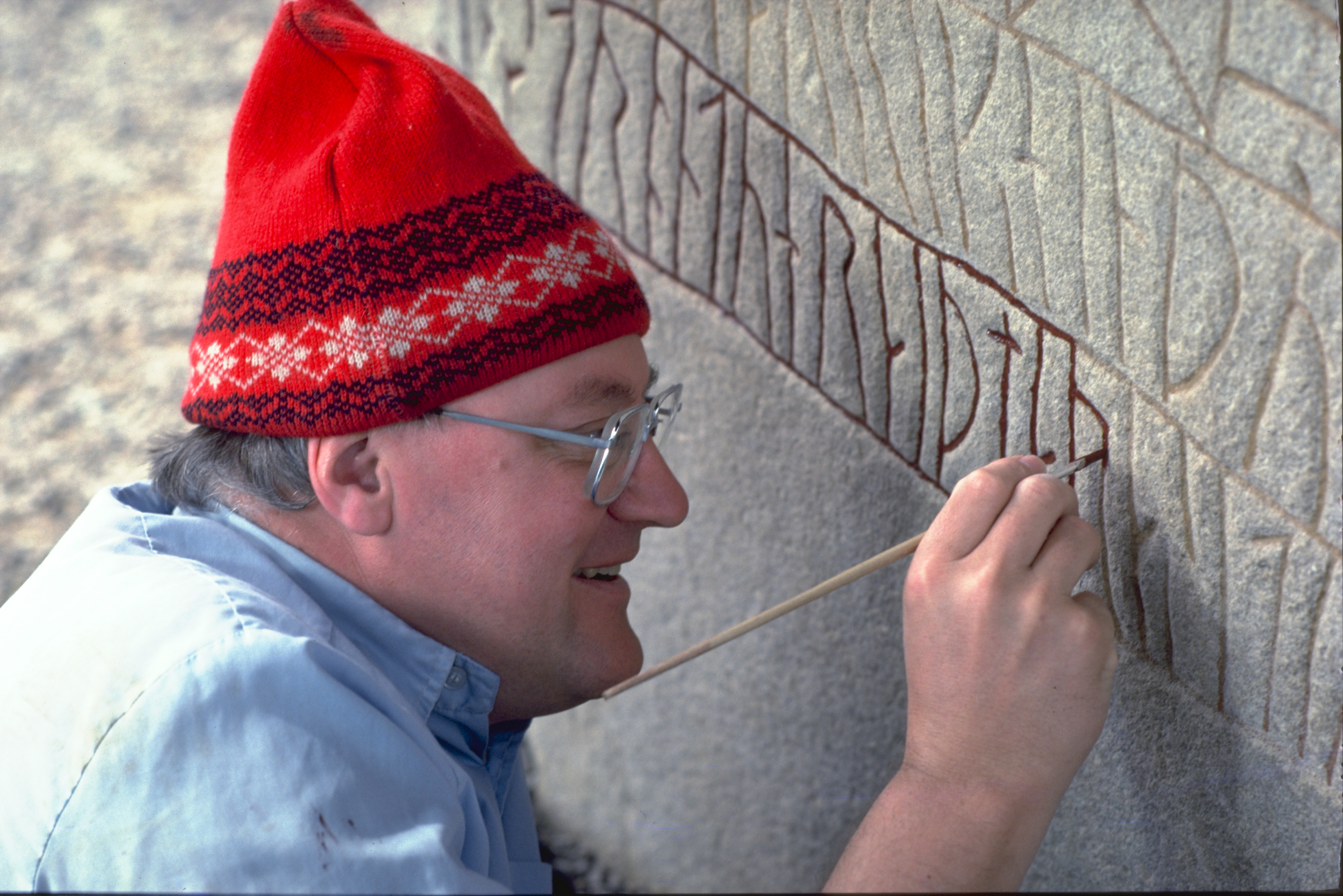
El estudioso Helmer Gustavson, reputado miembro del Consejo Nacional de Patrimonio de Suecia, repintando la Piedra de Rök.

La finalidad de la epigrafía abarca no solo el desciframiento, lectura e interpretación de las inscripciones, con el fin de obtener la mayor cantidad posible de información de las mismas, sino también el estudio de los materiales y soportes (piedra, metal, madera, hueso, cerámica, entre otros) sobre los que se ha escrito, y cómo se ha escrito, así como la finalidad, la función para la cual se concibió y se destinó tal elemento. 
Según las convenciones internacionales (especialmente para la Unesco), la existencia de epigrafía propia es el marcador que indica el paso de una cultura de prehistórica a histórica, especialmente cuando entre sus inscripciones cuenta con anales y crónicas. 
La Epigrafía se relaciona de forma directa con ciencias como la Historia Antigua, la Arqueología, la Filología y la Paleografía y, complementariamente, con otras como la Numismática, la Historia de las Religiones o el Derecho Romano. Aunque también estudia las leyendas presentes en las monedas, el estudio especializado de las inscripciones que aparecen sobre estas es propio de la numismática.

## Historia de la epigrafía
El primer material escrito que se documenta con seguridad es el signario cuneiforme, dentro de la cultura sumeria, hacia 3800 a. C. 
La epigrafía se especializa según su época histórica y también según la cultura que la produce, aunque históricamente las más desarrolladas son la cuneiforme, la egipcia, la griega y la romana.

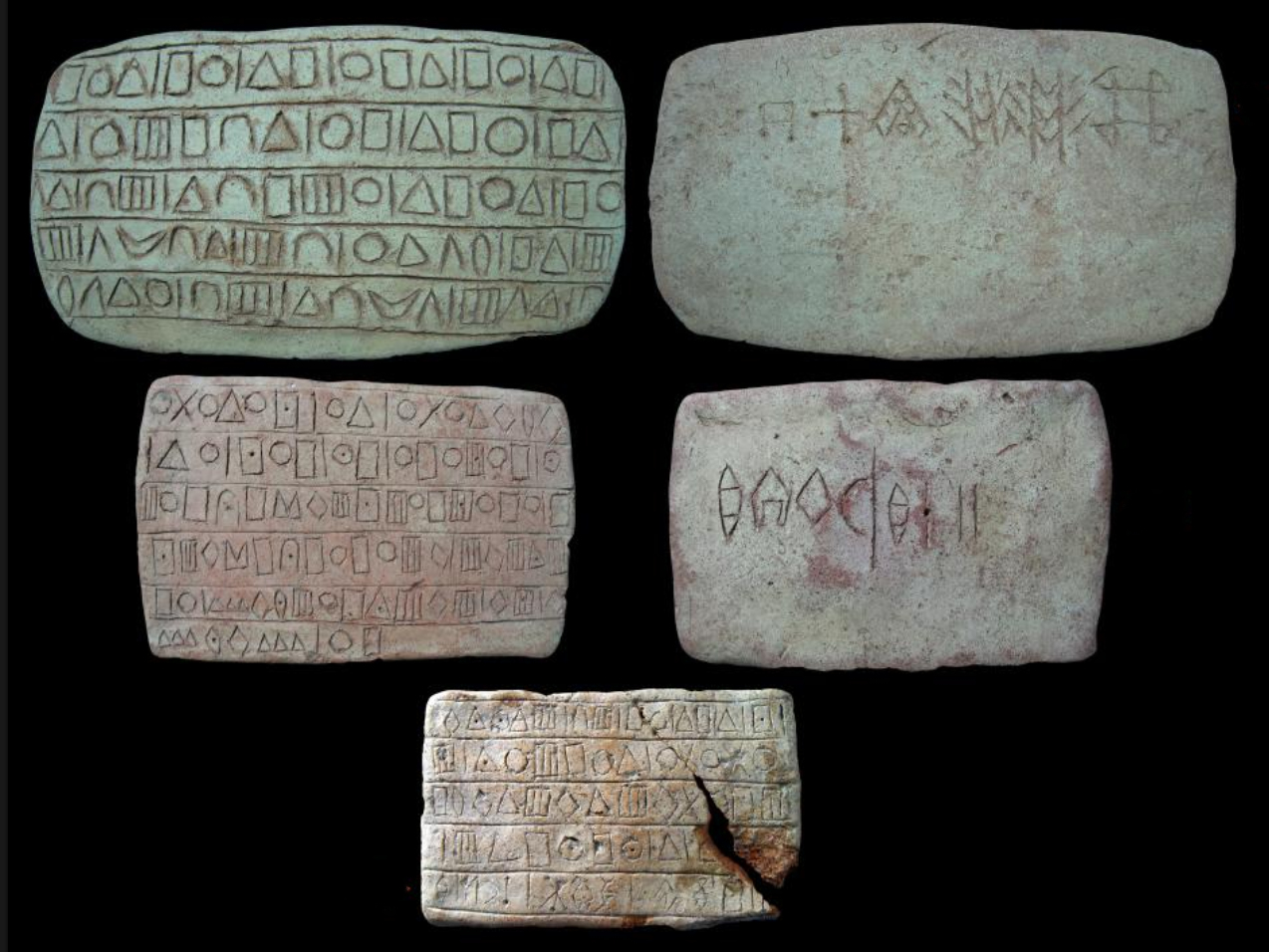
Inscripciones de la cultura Jiroft.

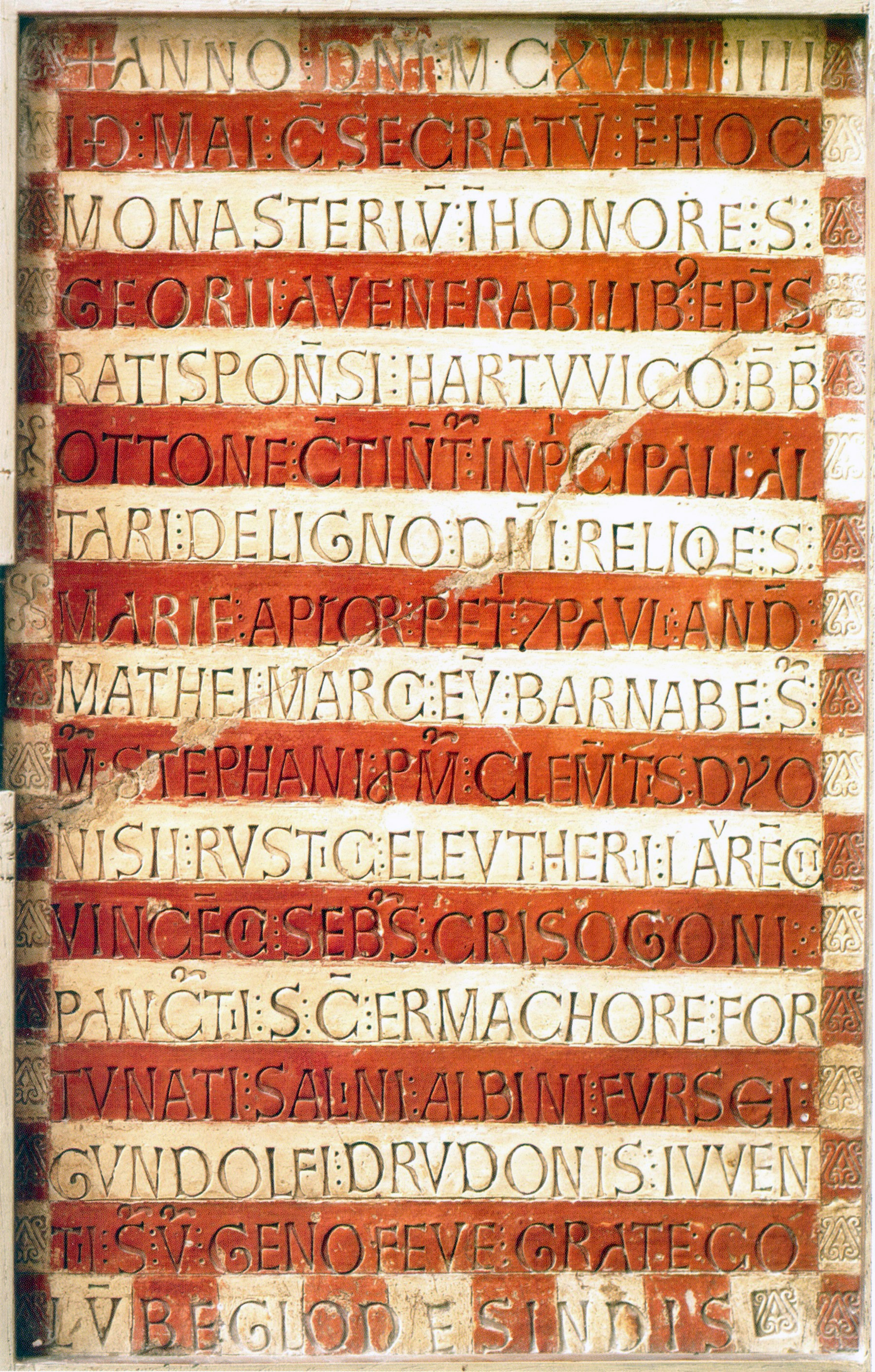
La inscripción dedicatoria alto medieval de Prüfening, compuesta en latín y estampada en mayúsculas cuadradas romanas.

La epigrafía es una ciencia en constante desarrollo desde el siglo XVI. Los principios de la epigrafía varían de una cultura a otra, y la ciencia incipiente en manos europeas se concentró al principio en las inscripciones latinas. Han realizado aportaciones individuales epigrafistas como Georg Fabricius (1516-1571); Stefano Antonio Morcelli (1737-1822); Luigi Gaetano Marini (1742-1815); August Wilhelm Zumpt (1815-1877); Theodor Mommsen (1817-1903); Emil Hübner (1834-1901); Franz Cumont (1868-1947); Louis Robert (1904-1985).
El Corpus Inscriptionum Latinarum, iniciado por Mommsen y otros eruditos, se publica en Berlín desde 1863, con interrupciones en tiempos de guerra. Es la mayor y más extensa colección de inscripciones latinas. Se siguen produciendo nuevos fascículos a medida que continúa la recuperación de inscripciones. El Corpus está ordenado geográficamente: todas las inscripciones de Roma están contenidas en el volumen 6.  Este volumen contiene el mayor número de inscripciones; el volumen 6, parte 8, fascículo 3 acaba de publicarse recientemente (2000). Los especialistas dependen de estas series continuas de volúmenes en los que se publican las inscripciones recién descubiertas, a menudo en latín, no muy distintas del Zoological Record de los biólogos: la materia prima de la historia.
La epigrafía griega se ha desarrollado en manos de un equipo diferente, con corpora diferentes. Hay dos. El primero es Corpus Inscriptionum Graecarum, del que salieron cuatro volúmenes, de nuevo en Berlín, 1825-1877. Fue el primer intento de publicación exhaustiva de inscripciones griegas copiadas de todo el mundo de habla griega. Sólo los estudiantes avanzados siguen consultándolo, ya que ha sido sustituido por mejores ediciones de los textos. El segundo corpus, moderno, es Inscriptiones Graecae ordenado geográficamente por categorías: decretos, catálogos, títulos honoríficos, inscripciones funerarias, varias, todas presentadas en latín, para preservar la neutralidad internacional del campo de los clásicos. 
Otras series de este tipo son el Corpus Inscriptionum Etruscarum (inscripciones etruscas), el Corpus Inscriptionum Crucesignatorum Terrae Sanctae (inscripciones de los cruzados) y el Corpus Inscriptionum Insularum Celticarum (inscripciones de los cruzados). (inscripciones de los cruzados), Corpus Inscriptionum Insularum Celticarum (inscripciones celtas). (inscripciones celtas), Corpus Inscriptionum Iranicarum (inscripciones iraníes) (inscripciones iraníes), "Royal Inscriptions of Mesopotamia" y "Royal Inscriptions of the Neo-Assyrian Period" (inscripciones sumerias y acadias), etc.
Los jeroglíficos egipcios se resolvieron utilizando la Piedra de Rosetta, que era una estela multilingüe en griego clásico, egipcio demótico y jeroglíficos egipcios clásicos. El trabajo fue realizado por el erudito francés Jean-François Champollion y el científico británico Thomas Young.
La interpretación de los jeroglíficos mayas se perdió como consecuencia de la conquista española de América Central. Sin embargo, trabajos recientes de epigrafistas y lingüistas mayas han aportado una considerable cantidad de información sobre este complejo sistema de escritura.

## Tipos de inscripciones
Puede dividirse en secciones diferentes en virtud del contenido u objeto de las inscripciones. Hay siete grupos o tipos principales, a partir sobre todo de la sistematización hecha para la epigrafía romana:
1. Inscripciones religiosas, que se ofrecen y dedican a las divinidades o dioses; cuando son el resultado de alguna promesa se denominan votivas.
2. Jurídicas o legales, que contienen leyes, edictos, decretos o epístolas oficiales.
3. Públicas o monumentales que se graban en construcciones de carácter público y oficial, por ejemplo edificios, arcos de triunfo, puentes, templos, etc. expresando con frecuencia sus autores o el motivo y fecha de su construcción.
4. Históricas: generalmente conmemoran hechos importantes, como los fastos.
5. Honoríficas, dedicadas a honrar la memoria de un personaje distinguido.
6. Funerarias o sepulcrales, son epitafios que recuerdan la muerte y señalan el lugar de entierro de alguien.
7. Menores, llamadas en general instrumenta domestica: sobre objetos de uso común, como los hechos de cerámica, vidrio, marfil, etc.; pueden ser mecánicas o estampilladas (como los sellos sobre las ánforas o la vajilla de mesa) o espontáneas (esgrafiados, letreros pintados, etc.).[2]

## Materiales empleados
Epigrafía romana
Desde la toba volcánica que era preferentemente empleada en las inscripciones más antiguas (hasta el 121 a. C.) dado que se utilizaba más bien la caliza para las inscripciones. Cuando se pasó a la técnica de la incisión, se hizo necesario un soporte más fuerte y liso como el travertino y luego el mármol de Carrara.
Está documentada la existencia de talleres de lápidas y escultores en Roma, Pompeya y Ostia pues se han encontrado obras a medio hacer, preparadas para ser «personalizadas» al momento del encargo. Lo mismo se diga para inscripciones preparadas sin datos de manera que fueran completados tras la compra. 
Dos empleos:
- El grabador, quien con el hacha o el cincel realizaba la incisión del texto.
- El quadratarius que se encargaba de preparar las marcas del llamado campo epigráfico: los márgenes y el espacio que debían emplear las letras o entre líneas.

El efecto de claroscuro propio de algunos epígrafes antiguos se produce por la punta triangular del cincel. 
Hay también indicaciones de la coloración que se introducía sobre todo en aquellas incisiones menos profundas. Normalmente rojo aunque también oro o azul. Sin embargo, resulta difícil su estudio debido a que por la naturaleza misma del pigmento empleado se ha perdido. Tenemos el testimonio de este uso incluso en fuentes del tiempo como Plinio el Viejo.

## Estilos de corte
Las primeras inscripciones, que a menudo son obra de aficionados, suelen ser muy irregulares en su corte. Pero en casi todos los ejemplos de obras posteriores, las inscripciones son evidentemente cortadas por profesionales, y hay estilos y métodos definidos que pertenecen a diversos lugares y periodos. En Egipto, por ejemplo, los jeroglíficos se recortan con cuidado y delicadeza en los primeros tiempos, y en épocas posteriores se vuelven más descuidados y convencionales. En Grecia, el mejor trabajo se realizó en los siglos V y IV a. C. en Atenas; las letras eran todas exactas y regulares en su forma, sin adornos adventicios, y estaban, especialmente en el siglo V, por lo general exactamente alineadas con las letras superiores e inferiores, así como con las de cada lado. En aquella época, todos los trazos tenían el mismo grosor, pero en el siglo IV a. C. y posteriormente se introdujo la costumbre de sujetar el cincel oblicuamente a la superficie, produciendo así un trazo en forma de cuña. Una costumbre similar en Mesopotamia dio lugar al llamado sistema cuneiforme. En las inscripciones metálicas de Grecia, este mismo efecto aparece antes que en las de piedra o mármol. En el siglo III y posteriores se hace común introducir apices o terminaciones ornamentales a los trazos, costumbre que prevalece hasta nuestros días en nuestras mayúsculas ordinarias. La costumbre de hacer diferentes trazos y diferentes partes de curvas de grosor variable se hizo común en las Inscripciones romanas, que desarrollaron un estilo monumental propio, que variaba de un periodo a otro. A menudo, las inscripciones pueden datarse de forma aproximada tanto por el estilo del corte como por las formas de las letras; la habilidad para hacerlo sólo puede adquirirse mediante un estudio cuidadoso y minucioso de originales y facsímiles.
El tamaño de las inscripciones varía mucho en función de la posición en la que iban a ser leídas, de su finalidad y de la habilidad del grabador. Algunas inscripciones son de gran longitud, la más larga, un estado de cuentas del templo de Delos, bajo administración ateniense, es casi la mitad de larga que un libro de Tucídides; y muchas otras inscripciones se acercan a esta longitud.

## La epigrafía en España
España es un lugar especialmente rico en inscripciones celtibéricas, ibéricas, griegas, romanas, visigodas y árabes. Destacaron en su estudio, durante el siglo XIX, Juan Catalina, Aureliano Fernández-Guerra, Fidel Fita, José Amador de los Ríos, Eduardo Saavedra y el gran compilador alemán Emil Hübner, autor del Corpus Inscriptionum Latinarum (1869-1892), entre otras obras. En el siglo XX, entre los ya fallecidos, Manuel Gómez-Moreno, Antonio García y Bellido o Joaquín María de Navascués.

## Inscripciones notables
- Decreto de Trecén
- Disco de Festo
- Edictos de Ashoka
- Estela 1 de La Mojarra
- Inscripción de Behistún
- Inscripción de Bitola
- Inscripción del Dípilon
- Inscripción Duenos
- Inscripción de Kedukan Bukit
- Inscripción sobre cobre de Laguna
- Inscripción de Shugborough
- Mausoleo libio-púnico de Dougga
- Piedra de Rosetta
- Res gestae Divi Augusti